# Tamás Varga (remero)
Tamás Varga (Budapest, 17 de junio de 1978) es un deportista húngaro que compitió en remo.
Ganó una medalla de oro en el Campeonato Mundial de Remo de 2005 y dos medallas en el Campeonato Europeo de Remo, en los años 2007 y 2008.
Participó en tres Juegos Olímpicos de Verano, entre los años 2004 y 2012, ocupando el quinto lugar en Atenas 2004, en la prueba de doble scull ligero.

## Palmarés internacional
| Campeonato Mundial | Campeonato Mundial | Campeonato Mundial | Campeonato Mundial |
| Año                | Lugar              | Medalla            | Prueba             |
| ------------------ | ------------------ | ------------------ | ------------------ |
| 2005               | Kaizu (Japón)      | Medalla de oro     | Doble scull ligero |
| Campeonato Europeo |                    |                    |                    |
| Año                | Lugar              | Medalla            | Prueba             |
| 2007               | Poznań (Polonia)   | Medalla de oro     | Doble scull ligero |
| 2008               | Maratón (Grecia)   | Medalla de bronce  | Doble scull ligero |